# Гріфштедт
Гріфштедт (нім. Griefstedt) — громада в Німеччині, розташована в землі Тюрингія. Входить до складу району Земмерда. Складова частина об'єднання громад Кіндельбрюк.
Площа — 5,06 км2. Населення становить 241 ос. (станом на 31 грудня 2021).

## Галерея

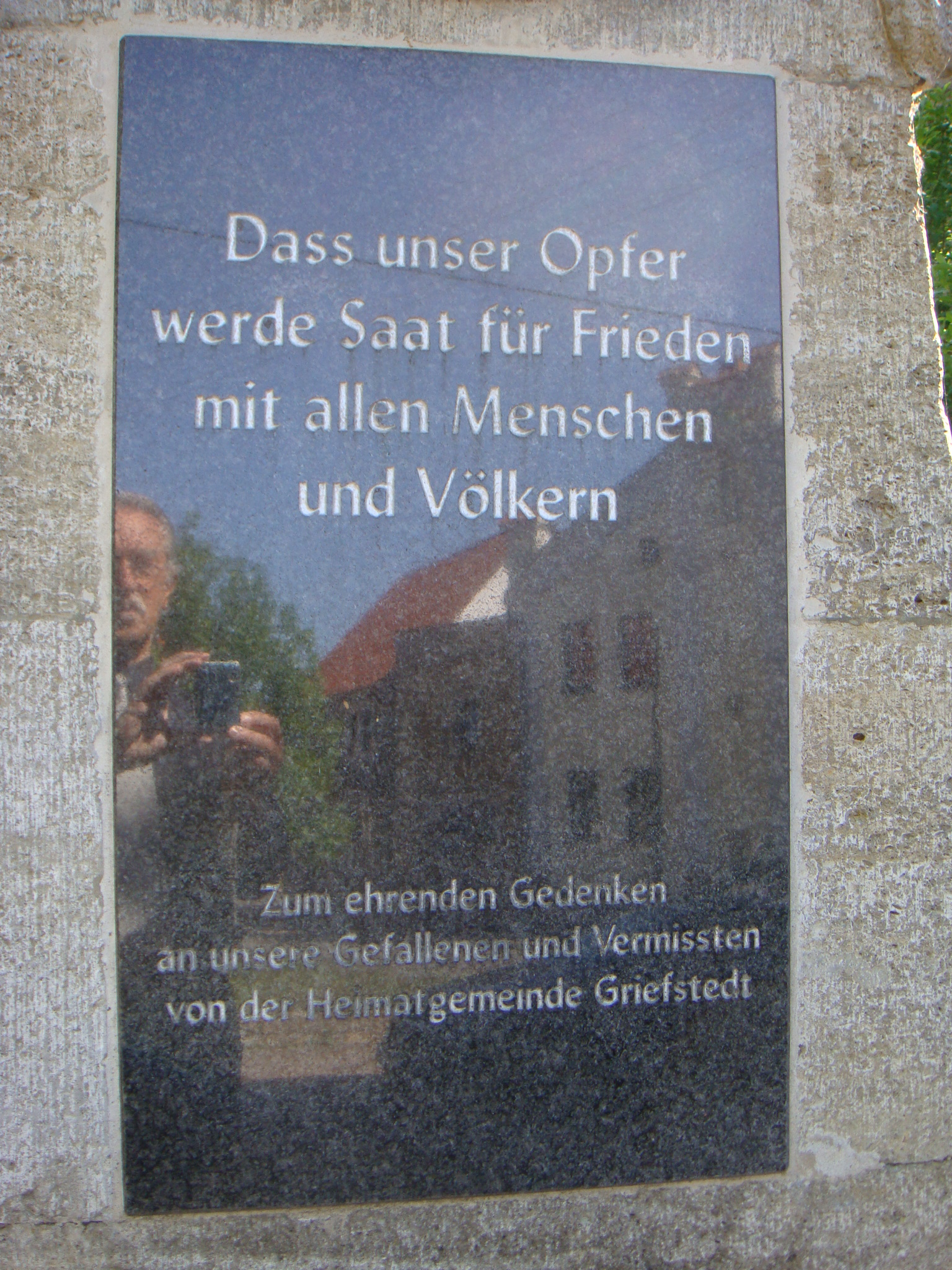